# Hashimoto Kenichi
Kenichi Hashimoto (sinh ngày 16 tháng 4 năm 1975) là một cầu thủ bóng đá người Nhật Bản.

## Sự nghiệp câu lạc bộ
Kenichi Hashimoto đã từng chơi cho Kashima Antlers và Yokohama Marinos.